# Reihoku
Reihoku (苓北町?, Reihoku-machi) è una cittadina giapponese della prefettura di Kumamoto.